# Mirkovec Breznički
Mirkovec Breznički falu Horvátországban Varasd megyében. Közigazgatásilag Breznicához tartozik.

## Fekvése
Varasdtól 32 km-re, községközpontjától 5 km-re délre, a Lónya folyó völgyében, az A4-es autópálya mellett fekszik.

## Története
1857-ben 59, 1910-ben 178 lakosa volt. 1920-ig Varasd vármegye Novi Marofi járásához tartozott. 2001-ben 38 háztartása és 99 lakosa volt. A bisagi plébániához tartozik.

## Nevezetességei
Bisag felé eső határában a mezőn álló kápolna.

## Külső hivatkozások
- Breznica község hivatalos oldala
- A bisagi plébánia honlapja